# Corallium taiwanicum
Corallium taiwanicum is een zachte koralensoort uit de familie van de Coralliidae. De wetenschappelijke naam van de soort is voor het eerst geldig gepubliceerd in 2012 door Tu, Dai & Jeng.